# Lotniska w Polsce
Lotniska w Polsce – spis lotnisk, lądowisk i drogowych odcinków lotniskowych w Polsce, zarówno o nawierzchni utwardzonej, jak i nieutwardzonej.
Na liście znajdują się zarówno obiekty cywilne, jak i wojskowe – używane, nieużywane, zamknięte, rozformowane bądź zlikwidowane. Lista jest niekompletna, zasadniczo nadal brakuje w niej lądowisk niewpisanych do Ewidencji Lądowisk Cywilnych Urzędu Lotnictwa Cywilnego.
Poniżej znajduje się spis m.in. drogowych odcinków lotniskowych.

## Dane
Znaczenie ikony trybu lotniska w poniższych tabelach jest opisane w legendzie, natomiast nota techniczna znajduje się na stronie dyskusji.
| Tryb                                                                                        | Toponimicznie                   | Nazwa                                                                                        | Miejscowość           | Woj. | ICAO | IATA | Dł.        | Szer.   | Nawierzchnia                                                   | RWY              | Profil                                                                         | Współrzędne                               | Inne                                                                            | Wys. n.p.m. |
| ------------------------------------------------------------------------------------------- | ------------------------------- | -------------------------------------------------------------------------------------------- | --------------------- | ---- | ---- | ---- | ---------- | ------- | -------------------------------------------------------------- | ---------------- | ------------------------------------------------------------------------------ | ----------------------------------------- | ------------------------------------------------------------------------------- | ----------- |
| Lotnisko cywilne nieczynne                                                                  | Aleksandrów Łódzki              | Lotnisko Aleksandrów Łódzki                                                                  | Aleksandrów Łódzki    | ŁD   | –    | –    | 600        | 100     | Trawa                                                          | 10/28            | Wielofunkcyjne                                                                 | 51°47′26″N 19°16′12″E/51,790556 19,270000 |                                                                                 | 190         |
| Lotnisko cywilne czynne                                                                     | Arłamów-Bircza                  | Lotnisko Krajna / Lotnisko Arłamów                                                           | Bircza                | PK   | –    | –    | 1200       | 35      | Asfaltobeton                                                   | 16/34            | Dawne lotnisko rządowe                                                         | 49°39′30″N 22°30′51″E/49,658333 22,514167 | WWW                                                                             | 441         |
| Lotnisko cywilne czynne (dawniej wojskowe)                                                  | Bednary                         | Lotnisko Bednary                                                                             | Pobiedziska           | WP   | –    | –    | 2300       | 30      | Beton                                                          | 10/28            | Wielofunkcyjne                                                                 | 52°32′04″N 17°13′07″E/52,534444 17,218611 |                                                                                 | 104         |
| Lotnisko wojskowe nieczynne                                                                 | Biała Podlaska                  | Lotnisko Biała Podlaska                                                                      | Biała Podlaska        | LB   | EPBP | –    | 3300       | 60      | Asfaltobeton – 2 pasy                                          | 06/24            | Wojskowa baza lotnicza                                                         | 52°00′21″N 23°08′37″E/52,005833 23,143611 | WWW                                                                             | 151         |
| Lotnisko cywilne czynne                                                                     | Białousy                        | Lądowisko Białousy                                                                           | Sokółka               | PL   | –    | –    | 760        | 60      | Trawa                                                          | 10/28            | Rolnicze                                                                       | 53°24′17″N 23°13′42″E/53,404722 23,228333 | WWW                                                                             | 179         |
| Lotnisko cywilne czynne                                                                     | Białystok-Krywlany              | Lotnisko Białystok- Krywlany                                                                 | Białystok             | PL   | EPBK | QYY  | 1350, 840  | 30, 160 | Asfaltobeton, trawa                                            | 09R/27L, 09L/27R | Wielofunkcyjne                                                                 | 53°06′05″N 23°10′14″E/53,101389 23,170556 | LPR WWW                                                                         | 153         |
| Lotnisko cywilne czynne                                                                     | Białystok-Turośń Kościelna      | Lotnisko Turośń Kościelna                                                                    | Białystok             | PL   | –    | –    | –          | –       | Trawa                                                          | 01/19            | Sportowe                                                                       | 53°00′05″N 23°03′27″E/53,001389 23,057500 | WWW                                                                             | 128         |
| Lotnisko cywilne czynne                                                                     | Bielsko-Biała-Aleksandrowice    | Lotnisko Bielsko-Biała- Aleksandrowice                                                       | Bielsko-Biała         | ŚL   | EPBA | QEO  | 660        | 200     | Trawa                                                          | 04/22            | Sportowe                                                                       | 49°48′18″N 19°00′07″E/49,805000 19,001944 | WWW                                                                             | 401         |
| Lotnisko cywilne czynne                                                                     | Borne Sulinowo                  | Lotnisko Borne Sulinowo                                                                      | Borne Sulinowo        | ZP   | –    | –    | 235        | 15      | Asfaltobeton                                                   | 11/29            | Sportowe                                                                       | 53°34′30″N 16°31′27″E/53,575000 16,524167 | WWW                                                                             | 143         |
| Lotnisko cywilne prywatne nieczynne (dawniej wojskowe)                                      | Borsk                           | Lotnisko Borsk / Wdzydze                                                                     | Czersk                | PM   | –    | –    | 2300       | 30      | Asfalt                                                         | 11/29            | –                                                                              | 53°57′07″N 17°56′34″E/53,951944 17,942778 |                                                                                 | 142         |
| Lotnisko wojskowe rozformowane                                                              | Brochocin                       | Lotnisko Łukaszów                                                                            | Złotoryja             | DŚ   | –    | –    | 1300       | 300     | Trawa – pas nieczynny                                          | 10/28            | –                                                                              | 51°12′12″N 15°55′58″E/51,203333 15,932778 |                                                                                 | 202         |
| Lotnisko wojskowe nieczynne                                                                 | Broczyno                        | Lotnisko Broczyno                                                                            | Czaplinek             | ZP   | –    | –    | 2250       | 30      | Asfaltobeton                                                   | 11/29            | –                                                                              | 53°31′10″N 16°17′03″E/53,519444 16,284167 |                                                                                 | 152         |
| Lądowisko dla śmigłowców cywilne                                                            | Brodnica                        | Lądowisko Brodnica                                                                           | Brodnica              | KP   | –    | –    | –          | –       | Asfaltobeton                                                   | –                | Sanitarne                                                                      | 53°15′41″N 19°23′41″E/53,261389 19,394722 |                                                                                 | 90          |
| Lotnisko wojskowe rozformowane                                                              | Brzeg-Skarbimierz               | Lotnisko Brzeg- Skarbimierz                                                                  | Brzeg                 | OP   | –    | –    | 2500       | 60      | Beton                                                          | 09/27            | Sportowe, dawna wojskowa baza lotnicza                                         | 50°50′13″N 17°24′49″E/50,836944 17,413611 |                                                                                 | 154         |
| Nieczynny drogowy odcinek lotniskowy wojskowy                                               | Brzezie                         | DOL Brzezie                                                                                  | Biały Bór             | PM   | –    | –    | 2300       | 10      | Asfaltobeton – pas nieczynny                                   | 11/29            | Nieczynny drogowy odcinek lotniskowy                                           | 53°48′44″N 16°59′04″E/53,812222 16,984444 |                                                                                 | 152         |
| Lotnisko cywilne czynne                                                                     | Bydgoszcz-Biedaszkowo           | Lotnisko Bydgoszcz- Biedaszkowo                                                              | Bydgoszcz             | KP   | –    | –    | 1000       | 50      | Beton zniszczony, używany jest tylko oboczny pas trawiasty     | 13/31            | Sportowe                                                                       | 53°06′11″N 17°57′20″E/53,103056 17,955556 | LPR WWW. aeroklub.bydnet.pl. [zarchiwizowane z tego adresu (2006-12-05)].       | 70          |
| Lotnisko cywilne i wojskowe czynne                                                          | Bydgoszcz-Szwederowo            | Port lotniczy im. Ignacego Jana Paderewskiego                                                | Bydgoszcz             | KP   | EPBY | BZG  | 2500       | 60      | Asfaltobeton                                                   | 08/26            | Port lotniczy o międzyn. regularnym ruchu pasażerskim i wojskowa baza lotnicza | 53°05′48″N 17°58′39″E/53,096667 17,977500 | WWW                                                                             | 72          |
| Lotnisko wojskowe czynne                                                                    | Cewice                          | Lotnisko Siemirowice / Lotnisko Łebunia                                                      | Lębork                | PM   | EPCE | –    | 2500       | 60      | Asfaltobeton                                                   | 07/25            | Wojskowa baza lotnicza                                                         | 54°24′58″N 17°45′48″E/54,416111 17,763333 |                                                                                 | 151         |
| Lotnisko cywilne czynne                                                                     | Chełm-Depułtycze Królewskie     | lądowisko PWSZ w Chełmie                                                                     | Chełm                 | LB   | –    | –    | 600        | 50      | Trawa                                                          | 19/10            | Sportowe                                                                       | 51°05′00″N 23°26′14″E/51,083333 23,437222 |                                                                                 | 217         |
| Lądowisko dla śmigłowców cywilne                                                            | Chrzanów-Szpital                | Lądowisko Chrzanów-Szpital                                                                   | Chrzanów              | MP   | –    | –    | 25         | 25      | Beton                                                          | –                | Sanitarne                                                                      | 50°08′05″N 19°25′45″E/50,134722 19,429167 |                                                                                 | 280         |
| Nieczynny drogowy odcinek lotniskowy wojskowy                                               | Chociw                          | DOL Chociw (Kanice)                                                                          | Rawa Mazowiecka       | ŁD   | –    | –    | 2200       | 10      | Asfaltobeton – pas nieczynny                                   | 15/33            | Nieczynny drogowy odcinek lotniskowy                                           | 51°39′25″N 20°16′24″E/51,656944 20,273333 |                                                                                 | 162         |
| Lotnisko wojskowe nieczynne                                                                 | Chojna                          | Lotnisko Chojna                                                                              | Chojna                | ZP   | –    | –    | 2300       | 50      | Beton                                                          | 09/27            | Dawna wojskowa baza lotnicza                                                   | 52°56′22″N 14°25′18″E/52,939444 14,421667 |                                                                                 | 57          |
| Lotnisko cywilne czynne                                                                     | Chrcynno                        | Lotnisko Chrcynno                                                                            | Nasielsk              | MZ   | –    | –    | 1250       | 30      | Beton zniszczony, używany jest tylko oboczny pas trawiasty     | 09/27            | Sportowe                                                                       | 52°34′33″N 20°52′23″E/52,575833 20,873056 | WWW                                                                             | 112         |
| Lotnisko cywilne czynne (dawniej wojskowe)                                                  | Częstochowa-Rudniki             | Lądowisko Częstochowa-Rudniki                                                                | Częstochowa           | ŚL   | EPRU | CZW  | 2000       | 60      | Beton                                                          | 08/26            | Sportowe, dawna wojskowa baza lotnicza                                         | 50°53′05″N 19°12′08″E/50,884722 19,202222 | WWW                                                                             | 262         |
| Lotnisko wojskowe czynne                                                                    | Darłowo                         | Darłowo                                                                                      | Darłowo               | ZP   | EPDA | –    | 600        | 30      | Asfaltobeton                                                   | 04/22            | Wojskowa baza lotnicza – 44 Baza Lotnicza – Komenda Lotniska nr 2MW            | 54°24′17″N 16°21′11″E/54,404722 16,353056 |                                                                                 | 2           |
| Lotnisko wojskowe nieczynne                                                                 | Debrzno                         | Lotnisko Debrzno                                                                             | Debrzno               | WP   | –    | –    | 2500       | 60      | Asfaltobeton                                                   | 07/25            | Dawna wojskowa baza lotnicza                                                   | 53°31′28″N 17°15′33″E/53,524444 17,259167 |                                                                                 | 155         |
| Nieczynny drogowy odcinek lotniskowy wojskowy                                               | Debrzno                         | DOL Debrzno                                                                                  | Debrzno               | PM   | –    | –    | 2150       | 20      | Asfaltobeton – pas nieczynny                                   | 04/22            | Nieczynny drogowy odcinek lotniskowy                                           | 53°34′14″N 17°15′40″E/53,570556 17,261111 |                                                                                 | 160         |
| Lotnisko wojskowe nieczynne                                                                 | Dębica                          | Lotnisko Kalina                                                                              | Białogard             | ZP   | –    | –    | 2500       | 400     | Trawa                                                          | 11/29            | Dawna wojskowa baza lotnicza                                                   | 53°56′37″N 15°37′13″E/53,943611 15,620278 |                                                                                 | 49          |
| Lotnisko wojskowe czynne                                                                    | Dęblin-Irena                    | Lotnisko Dęblin- Irena                                                                       | Dęblin                | LB   | EPDE | –    | 2500       | 60      | Asfaltobeton                                                   | 12/30            | Wojskowa baza lotnicza                                                         | 51°33′04″N 21°53′30″E/51,551111 21,891667 | WWW                                                                             | 119         |
| Nieczynny drogowy odcinek lotniskowy wojskowy                                               | Dębnica Kaszubska               | DOL Dębnica Kaszubska                                                                        | Słupsk                | PM   | –    | –    | 2200       | 25      | Asfaltobeton – pas nieczynny                                   | 09/27            | Nieczynny drogowy odcinek lotniskowy                                           | 54°22′06″N 17°12′43″E/54,368333 17,211944 |                                                                                 | 64          |
| Lotnisko cywilne czynne                                                                     | Elbląg                          | Lotnisko Elbląg                                                                              | Elbląg                | WM   | EPEL | ZBG  | 600        | 100     | Trawa                                                          | 10/28            | Sportowe                                                                       | 54°08′27″N 19°25′24″E/54,140833 19,423333 | WWW                                                                             | 3           |
| Lotnisko cywilne czynne                                                                     | Gdańsk-Rębiechowo               | Port lotniczy im. Lecha Wałęsy                                                               | Gdańsk                | PM   | EPGD | GDN  | 2800       | 45      | Asfaltobeton                                                   | 11/29            | Port lotniczy o międzyn. regularnym ruchu pasażerskim                          | 54°22′39″N 18°27′59″E/54,377500 18,466389 | LPR WWW                                                                         | 149         |
| Lotnisko cywilne rozformowane                                                               | Gdańsk-Wrzeszcz                 | Flughafen Danzig- Langfuhr                                                                   | Gdańsk                | PM   | –    | –    | 1700       | 55      | Asfaltobeton – pas nieczynny                                   | 03/21            | Nieistniejący port lotniczy pasażerski                                         | 54°23′46″N 18°36′09″E/54,396111 18,602500 |                                                                                 | 7           |
| Nieczynny drogowy odcinek lotniskowy wojskowy                                               | Gdynia                          | DOL Gdynia (Rumia)                                                                           | Gdynia                | PM   | –    | –    | 2100       | 15      | Asfaltobeton – pas nieczynny                                   | 09/27            | Nieczynny drogowy odcinek lotniskowy                                           | 54°36′17″N 18°26′35″E/54,604722 18,443056 |                                                                                 | 11          |
| Lotnisko wojskowe czynne                                                                    | Gdynia-Oksywie                  | Lotnisko Gdynia- Oksywie / Port lotniczy Gdynia- Kosakowo / Port lotniczy Gdynia- Babie Doły | Gdynia                | PM   | EPOK | QYD  | 2500, 580  | 60, 49  | Beton – 2 pasy startowe                                        | 13/31, 08/26     | Wojskowa baza lotnicza                                                         | 54°34′44″N 18°31′09″E/54,578889 18,519167 |                                                                                 | 44          |
| Lotnisko cywilne czynne                                                                     | Giżycko –Grajwo                 | Lotnisko Mazury Residence                                                                    | Giżycko               | WM   | –    | –    | 800        | 50      | Trawa                                                          | 11/29            | Sportowe                                                                       | 54°00′20″N 21°49′13″E/54,005556 21,820278 | WWW                                                                             | 124         |
| Lotnisko cywilne czynne                                                                     | Gliwice-Trynek                  | Lotnisko Gliwice- Trynek                                                                     | Gliwice               | ŚL   | EPGL | QLC  | 770        | 304     | Trawa                                                          | 08/26            | Sportowe                                                                       | 50°16′10″N 18°40′22″E/50,269444 18,672778 | LPR WWW                                                                         | 254         |
| Lotnisko cywilne w sferze planowania lub w początkowej fazie budowy                         | Gorzów Wielkopolski-Wojcieszyce | Lotnisko Różanki                                                                             | Gorzów Wielkopolski   | LS   | –    | –    | 1750       | 45      | Trawa                                                          | 09/27            | Wielofunkcyjne                                                                 | 52°47′16″N 15°17′37″E/52,787778 15,293611 | WWW                                                                             | 45          |
| Lądowisko dla śmigłowców cywilne                                                            | Gorzów Wlkp.-Szpital Woj.       | Lądowisko Gorzów-Szpital Wojewódzki                                                          | Gorzów Wlkp.          | LS   | –    | –    | –          | –       | Beton                                                          | –                | Sanitarne                                                                      | 54°02′43″N 14°54′19″E/54,045278 14,905278 |                                                                                 | 19          |
| Lotnisko wojskowe nieczynne                                                                 | Gostyń-Gola                     | Lotnisko Gostyń-Gola                                                                         | Gostyń                | WP   | –    | –    | 1000       | 80      | Beton                                                          | 11/29            | –                                                                              | 51°53′14″N 16°58′34″E/51,887222 16,976111 |                                                                                 | 108         |
| Lotnisko cywilne czynne                                                                     | Goszczanów                      | Lotnisko Goszczanów                                                                          | Warta                 | ŁD   | –    | –    | 600        | 100     | Trawa                                                          | 10/28            | Wielofunkcyjne                                                                 | 51°47′57″N 18°29′35″E/51,799167 18,493056 |                                                                                 | 136         |
| Lotnisko cywilne rozformowane                                                               | Góraszka                        | Lądowisko Góraszka                                                                           | Sulejówek             | MZ   | EPGO | –    | 600        | 30      | Trawa                                                          | 14/32            | Wielofunkcyjne                                                                 | 52°11′04″N 21°16′52″E/52,184444 21,281111 | WWW                                                                             | 110         |
| Nieczynny drogowy odcinek lotniskowy wojskowy                                               | Granowo                         | DOL Granowo                                                                                  | Grodzisk Wielkopolski | WP   | –    | –    | 2000       | 20      | Asfaltobeton – pas nieczynny                                   | 09/27            | Nieczynny drogowy odcinek lotniskowy                                           | 52°13′19″N 16°33′49″E/52,221944 16,563611 |                                                                                 | 76          |
| Lotnisko cywilne czynne                                                                     | Grudziądz-Lisie Kąty            | Lotnisko Grudziądz- Lisie Kąty                                                               | Grudziądz             | KP   | EPGI | –    | 890        | 300     | Trawa                                                          | 14/32            | Sportowe                                                                       | 53°31′28″N 18°50′58″E/53,524444 18,849444 |                                                                                 | 35          |
| Lotnisko cywilne czynne                                                                     | Inowrocław                      | Lotnisko Inowrocław                                                                          | Inowrocław            | KP   | EPIN | –    | 760        | 100     | Trawa                                                          | 14/32            | Sportowe                                                                       | 52°48′23″N 18°17′09″E/52,806389 18,285833 | WWW                                                                             | 85          |
| Lotnisko wojskowe czynne                                                                    | Inowrocław-Latkowo              | Lotnisko Inowrocław-Latkowo                                                                  | Latkowo               | KP   | EPIR | –    | 2000       | 400     | Trawa                                                          | 052/232          | Wojskowa baza lotnicza – Jednostka wojskowa nr 1641                            | 52°49′36″N 18°19′48″E/52,826667 18,330000 |                                                                                 | 77          |
| Lotnisko cywilne czynne                                                                     | Iwonicz                         | Lotnisko Krosno- Iwonicz                                                                     | Iwonicz-Zdrój         | PK   | EPIW | –    | 1105       | 100     | Trawa                                                          | 12/30            | Sportowe                                                                       | 49°39′29″N 21°49′03″E/49,658056 21,817500 |                                                                                 | 294         |
| Nieczynny drogowy odcinek lotniskowy wojskowy                                               | Jarosławiec                     | DOL Jarosławiec                                                                              | Darłowo               | ZP   | –    | –    | 2300       | 30      | Asfaltobeton – pas nieczynny                                   | 06/24            | Nieczynny drogowy odcinek lotniskowy                                           | 54°31′30″N 16°30′23″E/54,525000 16,506389 |                                                                                 | 5           |
| Lotnisko cywilne czynne                                                                     | Jastarnia                       | Lądowisko Jastarnia                                                                          | Jastarnia             | PM   | EPJA | –    | 530        | 45      | Trawa                                                          | 12/30            | Sportowe                                                                       | 54°42′37″N 18°38′43″E/54,710278 18,645278 |                                                                                 | 1           |
| Lotnisko wojskowe rozformowane                                                              | Jaworze                         | Lotnisko Jaworze                                                                             | Recz                  | ZP   | –    | –    |            |         | Trawa – pas nieczynny                                          | –                | Dawna wojskowa baza lotnicza                                                   | 53°18′41″N 15°42′50″E/53,311389 15,713889 |                                                                                 | 105         |
| Lotnisko cywilne czynne                                                                     | Jelenia Góra                    | Lotnisko Jelenia Góra                                                                        | Jelenia Góra          | DŚ   | EPJG | –    | 610        | 185     | Trawa                                                          | 11/29            | Sportowe                                                                       | 50°53′54″N 15°47′08″E/50,898333 15,785556 | WWW                                                                             | 341         |
| Lotnisko cywilne czynne                                                                     | Jeżów Sudecki                   | Lotnisko Jeżów Sudecki                                                                       | Jelenia Góra          | DŚ   | EPJS | –    | 615        | 100     | Trawa                                                          | 01/19            | Sportowe                                                                       | 50°55′42″N 15°45′35″E/50,928333 15,759722 | WWW                                                                             | 559         |
| Lotnisko cywilne czynne                                                                     | Kamieńsk-Orla Góra              | Lotnisko Kamieńsk- Orla Góra                                                                 | Kamieńsk              | ŁD   | –    | –    | 1000       | 45      | Asfaltobeton                                                   | 09/27            | Przemysłowe                                                                    | 51°13′32″N 19°25′20″E/51,225556 19,422222 | WWW                                                                             | 310         |
| Lotnisko cywilne czynne                                                                     | Bielski Park Techniki Lotnictwa | Lądowisko Kaniów                                                                             | Czechowice-Dziedzice  | ŚL   | EPKW | –    | 947        | 24      | Asfaltobeton                                                   | 13 / 31          | Przemysłowe                                                                    | 49°56′21″N 19°01′20″E/49,939167 19,022222 | WWW                                                                             | 246         |
| Lotnisko cywilne czynne                                                                     | Katowice-Muchowiec              | Lotnisko Katowice – Muchowiec                                                                | Katowice              | ŚL   | EPKM | –    | 1200, 1100 | 75 30   | Betonowy, na czas renowacji skrócony                           | 05/23            | Sportowe                                                                       | 50°14′19″N 19°02′04″E/50,238611 19,034444 | WWW                                                                             | 277         |
| Lotnisko cywilne czynne                                                                     | Katowice-Pyrzowice              | Międzynarodowy Port Lotniczy Katowice                                                        | Katowice (Pyrzowice)  | ŚL   | EPKT | KTW  | 3200       | 45      | Beton                                                          | 09/27            | Port lotniczy o międzyn. regularnym ruchu pasażerskim                          | 50°28′28″N 19°04′48″E/50,474444 19,080000 | WWW                                                                             | 303         |
| Lotnisko wojskowe nieczynne                                                                 | Kąkolewo                        | Lotnisko Kąkolewo                                                                            | Grodzisk Wielkopolski | WP   | –    | –    | 2250       | 30      | Asfaltobeton                                                   | 10/28            | Dawna wojskowa baza lotnicza                                                   | 52°14′04″N 16°14′39″E/52,234444 16,244167 |                                                                                 | 92          |
| Lotnisko cywilne czynne                                                                     | Kętrzyn-Wilamowo                | Lotnisko Kętrzyn-Wilamowo                                                                    | Kętrzyn               | WM   | EPKE | –    | 900        | 30      | Beton zniszczony, używany jest tylko oboczny pas nieutwardzony | 10/28            | Sportowe                                                                       | 54°02′37″N 21°25′57″E/54,043611 21,432500 |                                                                                 | 139         |
| Lotnisko cywilne czynne                                                                     | Kielce-Masłów                   | Lotnisko Kielce-Masłów                                                                       | Kielce                | ŚK   | EPKA | QKI  | 1155       | 30      | Asfaltobeton                                                   | 11/29            | Sportowe                                                                       | 50°53′49″N 20°43′53″E/50,896944 20,731389 | LPR WWW                                                                         | 308         |
| nadal otwarty drogowy odcinek lotniskowy wojskowy                                           | Kliniska                        | DOL Kliniska / DOL Szczecin                                                                  | Szczecin              | ZP   | –    | –    | 2000       | 10      | Asfaltobeton                                                   | 09/27            | Drogowy odcinek lotniskowy                                                     | 53°25′36″N 14°48′15″E/53,426667 14,804167 |                                                                                 | 15          |
| Lotnisko wojskowe nieczynne                                                                 | Kluczewo                        | Lotnisko Kluczewo / Stargard                                                                 | Stargard              | ZP   | –    | –    | 2500, 2229 | 60 20   | Beton – 2 pasy startowe                                        | 15/33 11/29      | Dawna wojskowa baza lotnicza                                                   | 53°16′50″N 14°58′00″E/53,280556 14,966667 |                                                                                 | 36          |
| Lotnisko cywilne czynne (dawniej wojskowe)                                                  | Kołobrzeg-Bagicz                | Lotnisko Podczele                                                                            | Kołobrzeg             | ZP   | EPKG | –    | 2500       | 40      | Beton – 3 pasy startowe                                        | 08/26            | Lotnisko cywilne czynne                                                        | 54°12′02″N 15°41′13″E/54,200556 15,686944 |                                                                                 | 4           |
| Lotnisko wojskowe nieczynne                                                                 | Konarzyny                       | Lotnisko Sąpolno                                                                             | Chojnice              | PM   | –    | –    | 2250       | 30      | Asfaltobeton                                                   | 07/25            | Dawna wojskowa baza lotnicza                                                   | 53°49′31″N 17°21′10″E/53,825278 17,352778 |                                                                                 | 150         |
| Lotnisko cywilne czynne                                                                     | Konin-Kazimierz Biskupi         | Lądowisko Konin-Kazimierz Biskupi                                                            | Konin                 | WP   | EPKB | –    | 640        | 30      | Asfaltobeton                                                   | 09/27            | Sportowe                                                                       | 52°19′09″N 18°10′04″E/52,319167 18,167778 | WWW                                                                             | 110         |
| Lotnisko cywilne czynne                                                                     | Korne                           | Lądowisko Korne                                                                              | Kościerzyna           | PM   | EPKO | –    | 650        | 50      | Trawa                                                          | 06/24            | Wielofunkcyjne                                                                 | 54°07′52″N 17°50′53″E/54,131111 17,848056 | WWW                                                                             | 163         |
| Nieczynny drogowy odcinek lotniskowy wojskowy                                               | Koronowo                        | DOL Koronowo                                                                                 | Koronowo              | KP   | –    | –    | 2200       | 10      | Asfaltobeton – pas nieczynny                                   | 09/27            | Nieczynny drogowy odcinek lotniskowy                                           | 53°18′41″N 18°00′38″E/53,311389 18,010556 |                                                                                 | 93          |
| Lotnisko cywilne czynne (dawniej wojskowe)                                                  | Koszalin-Zegrze Pomorskie       | Lotnisko Koszalin-Zegrze Pomorskie                                                           | Koszalin              | ZP   | EPKZ | OSZ  | 2400       | 60      | Beton                                                          | 07/25            | Sportowe, reaktywowane jako port cywilny                                       | 54°02′32″N 16°15′51″E/54,042222 16,264167 | LPR (czasowo) WWW. free.of.pl. [zarchiwizowane z tego adresu (2008-02-09)].     | 76          |
| Lotnisko cywilne i wojskowe czynne                                                          | Kraków-Balice                   | Kraków Airport im. Jana Pawła II                                                             | Kraków                | MP   | EPKK | KRK  | 2550       | 60      | Beton                                                          | 07/25            | Port lotniczy o międzyn. regularnym ruchu pasażerskim i wojskowa baza lotnicza | 50°04′40″N 19°47′06″E/50,077778 19,785000 | LPR WWW                                                                         | 241         |
| Lotnisko cywilne czynne                                                                     | Kraków-Pobiednik Wielki         | Lotnisko Kraków-Pobiednik Wielki                                                             | Kraków                | MP   | EPKP | –    | 1048       | 100     | Trawa                                                          | 09/27            | Sportowe                                                                       | 50°05′23″N 20°12′06″E/50,089722 20,201667 | WWW                                                                             | 198         |
| Lotnisko cywilne rozformowane (nowe lądowisko na potrzeby Małopolskiego Pikniku Lotniczego) | Kraków-Rakowice-Czyżyny         | Lotnisko Rakowice / Lądowisko Rakowice- Czyżyny                                              | Kraków                | MP   | –    | –    | 720, 1900  | 60 45   | Beton                                                          | 26 (brak 08)     | Muzealne, dawny port lotniczy pasażerski, obecnie lądowisko dla lekkich maszyn | 50°04′57″N 19°59′57″E/50,082500 19,999167 | WWW PDF. pikniklotniczy.krakow.pl. [zarchiwizowane z tego adresu (2007-09-28)]. | 218         |
| Lotnisko cywilne czynne                                                                     | Krosno                          | Lotnisko Krosno                                                                              | Krosno                | PK   | EPKR | –    | 1100       | 30      | Asfaltobeton                                                   | 11/29            | Sportowo-szkoleniowe, turystyczne, biznesowe (przy strefie ekonomicznej)       | 49°40′52″N 21°44′16″E/49,681111 21,737778 | WWW                                                                             | 280         |
| Lotnisko wojskowe rozformowane                                                              | Krzewica                        | Lotnisko Krzewica                                                                            | Międzyrzec Podlaski   | LB   | –    | –    | 2250       | 60      | Trawa – pas nieczynny                                          | 06/24            | Dawna wojskowa baza lotnicza                                                   | 52°03′14″N 22°42′02″E/52,053889 22,700556 |                                                                                 | 155         |
| Lotnisko wojskowe nieczynne                                                                 | Krzywa                          | Lotnisko Osła / Lotnisko Różyniec                                                            | Bolesławiec           | DŚ   | –    | –    | 2450       | 60      | Beton                                                          | 10/28            | Dawna wojskowa baza lotnicza                                                   | 51°18′38″N 15°43′40″E/51,310556 15,727778 |                                                                                 | 202         |
| Lotnisko cywilne nieczynne                                                                  | Legnica                         | Lotnisko Legnica                                                                             | Legnica               | DŚ   | EPLE | –    | 1600       | 40      | Beton                                                          | 08/26            | Nieużywany – planowana przebudowa                                              | 51°10′58″N 16°10′41″E/51,182778 16,178056 |                                                                                 | 124         |
| Nieczynny drogowy odcinek lotniskowy wojskowy                                               | Leszno                          | DOL Leszno / DOL Rydzna                                                                      | Leszno                | WP   | –    | –    | 2280       | 20      | Asfaltobeton – pas nieczynny                                   | 13/31            | Nieczynny drogowy odcinek lotniskowy                                           | 51°48′54″N 16°37′26″E/51,815000 16,623889 |                                                                                 | 94          |
| Lotnisko cywilne czynne                                                                     | Leszno-Strzyżewice              | Lotnisko Leszno- Strzyżewice                                                                 | Leszno                | WP   | EPLS | –    | 920        | 100     | Trawa                                                          | 06/24            | Sportowe                                                                       | 51°50′06″N 16°31′19″E/51,835000 16,521944 | WWW                                                                             | 94          |
| Lotnisko cywilne czynne                                                                     | Lipki Wielkie                   | Lądowisko Santok / Karwin                                                                    | Gorzów Wielkopolski   | LS   | –    | –    | 800        | 25      | Asfaltobeton                                                   | 05/23            | Leśnicze                                                                       | 52°42′58″N 15°30′42″E/52,716111 15,511667 | WWW                                                                             | 45          |
| Lotnisko cywilne czynne                                                                     | Lubin                           | Lotnisko Lubin                                                                               | Lubin                 | DŚ   | EPLU | –    | 1000       | 30      | Asfaltobeton                                                   | 13/31            | Port lotniczy o nieregularnym ruchu pasażerskim                                | 51°25′23″N 16°11′45″E/51,423056 16,195833 | WWW                                                                             | 156         |
| Lotnisko cywilne czynne                                                                     | Lublin                          | Port Lotniczy Lublin                                                                         | Świdnik k. Lublina    | LB   | EPLB | LUZ  | 2520       | 45      | Asfaltobeton                                                   | 07/25            | Port lotniczy o międzyn. regularnym ruchu pasażerskim                          | 51°14′24″N 22°42′48″E/51,240000 22,713333 | WWW                                                                             | 203         |
| Lotnisko cywilne czynne                                                                     | Lublin-Radawiec                 | Lotnisko Lublin-Radawiec                                                                     | Lublin                | LB   | EPLR | QLU  | 950        | 100     | Trawa                                                          | 11/29            | Sportowe                                                                       | 51°13′18″N 22°23′40″E/51,221667 22,394444 | LPR WWW                                                                         | 240         |
| Lotnisko cywilne czynne                                                                     | Łańsk                           | Lądowisko Gryźliny                                                                           | Olsztynek             | WM   | EPGR | –    | 860        | 60      | Trawa                                                          | 12/30            | Wielofunkcyjne, dawniej wojskowe, rządowe                                      | 53°36′29″N 20°20′40″E/53,608056 20,344444 | WWW                                                                             | 164         |
| Lotnisko wojskowe czynne                                                                    | Łask                            | 32 Baza Lotnictwa Taktycznego                                                                | Łask                  | ŁD   | EPLK | –    | 3000       | 60      | Beton                                                          | 11/29            | Wojskowa baza lotnicza                                                         | 51°33′07″N 19°10′46″E/51,551944 19,179444 |                                                                                 | 193         |
| Lotnisko wojskowe nieczynne                                                                 | Łebień                          | Lotnisko Łebień / Lędziechowo                                                                | Lębork                | PM   | –    | –    | 2200       | 40      | Asfaltobeton                                                   | 17/35            | Dawna wojskowa baza lotnicza                                                   | 54°40′09″N 17°44′35″E/54,669167 17,743056 |                                                                                 | 91          |
| Lotnisko wojskowe czynne                                                                    | Łęczyca-Leźnica Wielka          | Lotnisko Łęczyca- Leźnica Wielka                                                             | Łęczyca               | ŁD   | EPLY | –    | 2500       | 60      | Asfaltobeton                                                   | 10/28            | Wojskowa baza lotnicza                                                         | 52°00′17″N 19°08′44″E/52,004722 19,145556 |                                                                                 | 115         |
| Lotnisko cywilne czynne                                                                     | Łódź-Lublinek                   | Port lotniczy im. Władysława Reymonta                                                        | Łódź                  | ŁD   | EPLL | LCJ  | 2500       | 45      | Asfaltobeton                                                   | 07/25            | Port lotniczy o międzyn. regularnym ruchu pasażerskim                          | 51°43′19″N 19°23′53″E/51,721944 19,398056 | LPR WWW                                                                         | 185         |
| Drogowy odcinek lotniskowy wojskowy                                                         | Łukęcin                         | DOL Łukęcin (Pobierowo)                                                                      | Dziwnów               | ZP   | –    | –    | 2200       | 10      | Asfaltobeton                                                   | 08/26            | Drogowy odcinek lotniskowy                                                     | 54°02′43″N 14°54′19″E/54,045278 14,905278 |                                                                                 | 7           |
| Nieczynny drogowy odcinek lotniskowy wojskowy                                               | Machliny                        | DOL Machliny                                                                                 | Czaplinek             | ZP   | –    | –    | 2200       | 10      | Asfaltobeton – pas nieczynny                                   | 15/33            | Nieczynny drogowy odcinek lotniskowy                                           | 53°27′30″N 16°22′17″E/53,458333 16,371389 |                                                                                 | 137         |
| Lotnisko wojskowe czynne                                                                    | Malbork                         | Lotnisko Królewo Malborskie                                                                  | Malbork               | PM   | EPMB | –    | 2500       | 60      | Beton                                                          | 08/26            | Wojskowa baza lotnicza – 41 Eskadra Lotnictwa Taktycznego                      | 54°01′36″N 19°08′11″E/54,026667 19,136389 |                                                                                 | 5           |
| Lotnisko cywilne czynne                                                                     | Mielec                          | Lotnisko Mielec                                                                              | Mielec                | PK   | EPML | –    | 2500       | 45      | Beton – 2 pasy startowe                                        | 09/27            | Wielofunkcyjne                                                                 | 50°19′21″N 21°27′44″E/50,322500 21,462222 | WWW                                                                             | 167         |
| Lotnisko wojskowe rozformowane                                                              | Mierzęcice-Zendek Udetfeld      | Na terenie lotniska Katowice- Pyrzowice                                                      | Katowice              | ŚL   | –    | –    | 950        | 40      | Asfaltobeton – nieczynne 2 pasy startowe                       | 13/31            | Dawny port lotniczy pasażerski i wojskowy                                      | 50°28′48″N 19°04′59″E/50,480000 19,083056 |                                                                                 | 303         |
| Nieczynny drogowy odcinek lotniskowy wojskowy                                               | Mieszkowice                     | DOL Mieszkowice                                                                              | Mieszkowice           | ZP   | –    | –    | 2000       | 15      | Asfaltobeton – pas nieczynny                                   | 16/34            | Nieczynny drogowy odcinek lotniskowy                                           | 52°45′01″N 14°30′42″E/52,750278 14,511667 |                                                                                 | 50          |
| Lądowisko dla śmigłowców cywilne                                                            | Międzylesie                     | Lądowisko przy Instytucie „P-CZD”                                                            | Warszawa              | MZ   | –    | –    | 60         | 45      | Trawa                                                          | –                | Sanitarne                                                                      | 52°13′01″N 21°11′56″E/52,216944 21,198889 | WWW                                                                             | 98          |
| Lądowisko dla śmigłowców cywilne                                                            | Mikołajki                       | Lądowisko Mikołajki                                                                          | Mikołajki             | WM   | –    | –    | –          | –       | Trawa                                                          | –                | Wielofunkcyjne                                                                 | 53°48′28″N 21°33′21″E/53,807778 21,555833 | WWW                                                                             | 129         |
| Lotnisko wojskowe czynne                                                                    | Mińsk Mazowiecki                | Lotnisko Janów                                                                               | Mińsk Mazowiecki      | MZ   | EPMM | –    | 2500       | 40      | Beton                                                          | 09/27            | Wojskowa baza lotnicza                                                         | 52°11′44″N 21°39′25″E/52,195556 21,656944 |                                                                                 | 184         |
| Lotnisko cywilne czynne                                                                     | Mirosławice                     | Lądowisko Mirosławice / Rogów Sobócki                                                        | Sobótka               | DŚ   | EPMR | –    | 600        | 100     | Trawa                                                          | 18/36            | Wielofunkcyjne                                                                 | 50°57′30″N 16°46′12″E/50,958333 16,770000 |                                                                                 | 154         |
| Lotnisko wojskowe czynne                                                                    | Mirosławiec                     | 12 Baza Lotnicza                                                                             | Mirosławiec           | ZP   | EPMI | –    | 2500       | 50      | Beton                                                          | 12/30            | Wojskowa baza lotnicza                                                         | 53°23′41″N 16°04′59″E/53,394722 16,083056 |                                                                                 | 151         |
| Nieczynny drogowy odcinek lotniskowy wojskowy                                               | Mirosławiec                     | DOL Mirosławiec (Nowe Laski)                                                                 | Mirosławiec           | ZP   | –    | –    | 2200       | 20      | Asfaltobeton – pas nieczynny                                   | 05/23            | Nieczynny drogowy odcinek lotniskowy                                           | 53°23′10″N 16°09′25″E/53,386111 16,156944 |                                                                                 | 151         |
| Lotnisko cywilne czynne                                                                     | Warszawa-Modlin                 | Port lotniczy Warszawa-Modlin                                                                | Nowy Dwór Mazowiecki  | MZ   | EPMO | WMI  | 2500       | 45      | Asfaltobeton                                                   | 08/26            | Port lotniczy o międzyn. regularnym ruchu pasażerskim                          | 52°27′04″N 20°39′03″E/52,451111 20,650833 | WWW                                                                             | 103         |
| Nieczynny drogowy odcinek lotniskowy wojskowy                                               | Mostowo                         | DOL Mostowo                                                                                  | Polanów               | ZP   | –    | –    | 2450       | 30      | Asfaltobeton – pas nieczynny                                   | 09/27            | Nieczynny drogowy odcinek lotniskowy                                           | 54°04′09″N 16°32′14″E/54,069167 16,537222 |                                                                                 | 84          |
| Lotnisko wojskowe nieczynne                                                                 | Muszaki                         | Lotnisko Muszaki                                                                             | Nidzica               | WM   | –    | –    | 500        | 30      | Asfaltobeton                                                   | 11/29            | –                                                                              | 53°21′45″N 20°40′16″E/53,362500 20,671111 |                                                                                 | 136         |
| Lotnisko wojskowe czynne                                                                    | Nadarzyce                       | 21 Centralny Poligon Lotniczy                                                                | Wałcz                 | WP   | –    | –    | 2000       | 30      | Asfaltobeton                                                   | 17/35            | Wojskowa baza lotnicza – Centralny Poligon Lotniczy                            | 53°27′18″N 16°29′24″E/53,455000 16,490000 |                                                                                 | 125         |
| Lotnisko wojskowe nieczynne                                                                 | Nadarzyce (Poligon)             | 21 Centralny Poligon Lotniczy                                                                | Wałcz                 | WP   | –    | –    | 1100       | 50      | Trawa – pas nieczynny                                          | 05/23            | Wojskowa baza lotnicza – Centralny Poligon Lotniczy                            | 53°28′12″N 16°27′24″E/53,470000 16,456667 |                                                                                 | 126         |
| Lotnisko wojskowe rozformowane                                                              | Namysłów                        | Lotnisko Namysłów                                                                            | Namysłów              | OP   | –    | –    | 2000       | 80      | Trawa – pas nieczynny                                          | 09/27            | –                                                                              | 51°03′51″N 17°35′37″E/51,064167 17,593611 |                                                                                 | 150         |
| Lotnisko wojskowe nieczynne                                                                 | Nowe Miasto nad Pilicą          | Lotnisko Nowe Miasto nad Pilicą                                                              | Nowe Miasto           | MZ   | EPNM | –    | 2400       | 60      | Beton                                                          | 10/28            | –                                                                              | 51°37′39″N 20°32′09″E/51,627500 20,535833 |                                                                                 | 156         |
| Lotnisko wojskowe nieczynne                                                                 | Tomaszów Mazowiecki             | Lotnisko Tomaszów Mazowiecki / Glinnik / Glinnik Nowy / Spała                                | Tomaszów Mazowiecki   | ŁD   | EPTM | –    | 2000       | 60      | Asfaltobeton                                                   | 11/29            | Wojskowa baza lotnicza – Jednostka wojskowa nr 4392                            | 51°35′04″N 20°05′52″E/51,584444 20,097778 |                                                                                 | 174         |
| Lotnisko cywilne czynne                                                                     | Nowy Sącz-Łososina Dolna        | Lotnisko Nowy Sącz-Łososina Dolna                                                            | Nowy Sącz             | MP   | EPNL | –    | 800        | 150     | Trawa                                                          | 04/22            | Sportowe                                                                       | 49°44′47″N 20°37′27″E/49,746389 20,624167 | WWW                                                                             | 254         |
| Lądowisko dla śmigłowców cywilne                                                            | Nowy Sącz-Szpital               | Lądowisko Nowy Sącz-Szpital                                                                  | Nowy Sącz             | MP   | –    | –    | 35         | 35      | Asfaltobeton                                                   | –                | Sanitarne                                                                      | 49°37′16″N 20°42′04″E/49,621111 20,701111 | WWW                                                                             | 300         |
| Lotnisko cywilne czynne                                                                     | Nowy Targ                       | Lotnisko Nowy Targ                                                                           | Nowy Targ             | MP   | EPNT | QWS  | 1677       | 120     | Trawa                                                          | 12/30            | Sportowe                                                                       | 49°27′45″N 20°03′01″E/49,462500 20,050278 | WWW                                                                             | 628         |
| Lotnisko wojskowe nieczynne                                                                 | Oleśnica                        | Lotnisko Oleśnica                                                                            | Oleśnica              | DŚ   | EPOA | –    | 2300       | 30      | Beton                                                          | 07/25            | Dawna wojskowa baza lotnicza                                                   | 51°12′53″N 17°26′18″E/51,214722 17,438333 |                                                                                 | 159         |
| Lotnisko cywilne czynne                                                                     | Olsztyn-Dajtki                  | Lotnisko Olsztyn- Dajtki                                                                     | Olsztyn               | WM   | EPOD | QYO  | 850        | 25      | Beton                                                          | 10/28            | Sportowe                                                                       | 53°46′21″N 20°24′54″E/53,772500 20,415000 | LPR WWW                                                                         | 133         |
| Lotnisko wojskowe rozformowane                                                              | Oława-Stanowice                 | Lotnisko Oława- Marcinkowice                                                                 | Oława                 | DŚ   | –    | –    | 2500       | 60      | Trawa – pas nieczynny                                          | 13/31            | Dawna wojskowa baza lotnicza                                                   | 50°58′43″N 17°14′51″E/50,978611 17,247500 | WWW                                                                             | 128         |
| Lotnisko cywilne w sferze planowania Lotnisko cywilne czynne                                | Opole-Kamień Śląski             | Lotnisko Opole-Kamień Śląski                                                                 | Opole                 | OP   | EPKN | –    | 2500       | 60      | Asfaltobeton                                                   | 11/29            | Wielofunkcyjne                                                                 | 50°31′45″N 18°05′05″E/50,529167 18,084722 | WWW                                                                             | 208         |
| Lotnisko cywilne czynne                                                                     | Opole-Polska Nowa Wieś          | Lotnisko Opole-Polska Nowa Wieś                                                              | Opole                 | OP   | EPOP | QPM  | 950        | 100     | Trawa                                                          | 07/25            | Sportowe                                                                       | 50°38′00″N 17°46′54″E/50,633333 17,781667 | WWW                                                                             | 188         |
| Lądowisko dla śmigłowców cywilne                                                            | Opole                           | Lądowisko Opole przy Wojewódzkim Centrum Medycznym                                           | Opole                 | OP   | –    | –    | –          | –       | Asfaltobeton                                                   | –                | Sanitarne                                                                      | 50°40′43″N 17°58′34″E/50,678611 17,976111 |                                                                                 | 176         |
| Lotnisko cywilne nieczynne (dawniej wojskowe)                                               | Orneta                          | Lotnisko Orneta                                                                              | Orneta                | WM   | –    | –    | 2000       | 30      | Asfaltobeton, wysadzona środkowa część DS(BRAK OK.50M)         | 06/24            | Dawna wojskowa baza lotnicza                                                   | 54°07′36″N 20°05′14″E/54,126667 20,087222 |                                                                                 | 53          |
| Lądowisko dla śmigłowców cywilne                                                            | Orsk                            | Lądowisko Orsk                                                                               | Lubin                 | DŚ   | –    | –    | –          | –       | Trawa                                                          | –                | Sanitarne                                                                      | 51°34′20″N 16°21′38″E/51,572222 16,360556 | WWW                                                                             | 101         |
| Nieczynny drogowy odcinek lotniskowy wojskowy                                               | Osie                            | DOL Osie                                                                                     | Świecie               | KP   | –    | –    | 2200       | 20      | Asfaltobeton – pas nieczynny                                   | 07/25            | Nieczynny drogowy odcinek lotniskowy                                           | 53°36′30″N 18°27′02″E/53,608333 18,450556 |                                                                                 | 90          |
| Nieczynny drogowy odcinek lotniskowy wojskowy                                               | Ostrowy                         | DOL Ostrowy (Łobodno)                                                                        | Kłobuck               | ŚL   | –    | –    | 2200       | 10      | Asfaltobeton – pas nieczynny                                   | 04/22            | Nieczynny drogowy odcinek lotniskowy                                           | 50°56′54″N 19°00′49″E/50,948333 19,013611 |                                                                                 | 294         |
| Lotnisko cywilne czynne                                                                     | Ostrów Mazowiecka-Grądy         | Lądowisko Ostrów Mazowiecka-Grądy                                                            | Ostrów Mazowiecka     | MZ   | EPGY | –    | 800        | 30      | Beton                                                          | 09/27            | Leśnicze                                                                       | 52°50′13″N 21°46′43″E/52,836944 21,778611 |                                                                                 | 121         |
| Lotnisko cywilne czynne                                                                     | Ostrów Wielkopolski-Michałków   | Lotnisko Ostrów Wielkopolski- Michałków                                                      | Ostrów Wielkopolski   | WP   | EPOM | QDG  | 900        | 100     | Trawa                                                          | 11/29            | Sportowe                                                                       | 51°42′09″N 17°50′49″E/51,702500 17,846944 | WWW                                                                             | 143         |
| Lotnisko wojskowe nieczynne                                                                 | Pieniężnica                     | Lotnisko Koczała                                                                             | Biały Bór             | PM   | –    | –    | 2000       | 60      | Beton – pas nieczynny                                          | 08/26            | Dawna wojskowa baza lotnicza                                                   | 53°52′16″N 16°59′59″E/53,871111 16,999722 |                                                                                 | 162         |
| Lotnisko cywilne czynne                                                                     | Pięćmorgi                       | Lotnisko Pięćmorgi                                                                           | Świecie               | KP   | –    | –    | 800        | 80      | Asfaltobeton                                                   | 16/34            | Leśnicze                                                                       | 53°34′34″N 18°29′09″E/53,576111 18,485833 |                                                                                 | 98          |
| Lotnisko cywilne i wojskowe czynne                                                          | Piła                            | Lotnisko Piła                                                                                | Piła                  | WP   | EPPI | –    | 2400       | 60      | Beton                                                          | 03/21            | Sportowe                                                                       | 53°10′14″N 16°42′41″E/53,170556 16,711389 | WWW                                                                             | 79          |
| Lądowisko dla śmigłowców cywilne                                                            | Piła-Szpital Spec.              | Lądowisko przy SOR Szpitala Spec. w Pile                                                     | Piła                  | WP   | –    | –    | 100        | 70      | Beton                                                          | –                | Sanitarne                                                                      | 53°07′11″N 16°41′32″E/53,119722 16,692222 | WWW                                                                             | 75          |
| Lotnisko cywilne czynne                                                                     | Pińczów                         | Lotnisko Pińczów                                                                             | Pińczów               | ŚK   | EPPC | –    | 700        | 180     | Trawa                                                          | 11/29            | Sportowe                                                                       | 50°31′04″N 20°30′58″E/50,517778 20,516111 | WWW                                                                             | 186         |
| Lotnisko cywilne czynne                                                                     | Piotrków Trybunalski            | Lotnisko Piotrków Trybunalski- Bujny                                                         | Piotrków Trybunalski  | ŁD   | EPPT | –    | 950        | 18      | Asfaltobeton                                                   | 03/21            | Wielofunkcyjne                                                                 | 51°22′59″N 19°41′18″E/51,383056 19,688333 | WWW                                                                             | 205         |
| Lądowisko dla śmigłowców cywilne                                                            | Piotrków Trybunalski-SSW        | Lądowisko przy SSW w Piotrkowie Trybunalskim                                                 | Piotrków Trybunalski  | ŁD   | –    | –    | 40         | 40      | Beton                                                          | –                | Sanitarne                                                                      | 51°24′59″N 19°42′48″E/51,416389 19,713333 |                                                                                 | 75          |
| Lotnisko cywilne czynne                                                                     | Płock                           | Lotnisko Płock                                                                               | Płock                 | MZ   | EPPL | QPC  | 680        | 300     | Trawa                                                          | 13/31            | Sportowe                                                                       | 52°33′44″N 19°43′17″E/52,562222 19,721389 | LPR WWW. aeroklub-plock.pl. [zarchiwizowane z tego adresu (2007-03-14)].        | 101         |
| Lotnisko wojskowe rozformowane                                                              | Płoty                           | Lotnisko Makowice / Maków                                                                    | Płoty                 | ZP   | –    | –    | 2300       | 30      | Asfaltobeton                                                   | 11/29            | Dawna wojskowa baza lotnicza                                                   | 53°45′39″N 15°17′24″E/53,760833 15,290000 |                                                                                 | 47          |
| Lotnisko wojskowe nieczynne                                                                 | Podlodówka                      | Lotnisko Dęblin- Podlodówka                                                                  | Dęblin                | LB   | –    | –    | 1000       | 100     | Trawa                                                          | 13/31            | –                                                                              | 51°37′38″N 22°11′53″E/51,627222 22,198056 |                                                                                 | 159         |
| Lotnisko wojskowe czynne                                                                    | Powidz                          | Lotnisko Powidz                                                                              | Witkowo               | WP   | EPPW | –    | 3515, 2744 | 60, 30  | Beton                                                          | 10R/28L 10L/28R  | Wojskowa baza lotnicza                                                         | 52°22′53″N 17°51′04″E/52,381389 17,851111 |                                                                                 | 113         |
| Lotnisko cywilne czynne                                                                     | Poznań-Kobylnica                | Lotnisko Poznań- Kobylnica / Ligowiec                                                        | Poznań                | WP   | EPPK | –    | 750        | 100     | Trawa                                                          | 07/25            | Sportowe                                                                       | 52°26′02″N 17°02′38″E/52,433889 17,043889 | WWW                                                                             | 86          |
| Lotnisko wojskowe czynne                                                                    | Poznań-Krzesiny                 | 31 Baza Lotnicza                                                                             | Poznań                | WP   | EPKS | –    | 2500       | 60      | Beton – 2 pasy startowe                                        | 11/29            | Wojskowa baza lotnicza                                                         | 52°19′53″N 16°58′06″E/52,331389 16,968333 |                                                                                 | 84          |
| Lotnisko cywilne i wojskowe czynne                                                          | Poznań-Ławica                   | Port lotniczy im. Henryka Wieniawskiego                                                      | Poznań                | WP   | EPPO | POZ  | 2500       | 50      | Asfaltobeton                                                   | 10/28            | Port lotniczy o międzyn. regularnym ruchu pasażerskim i wojskowa baza lotnicza | 52°25′16″N 16°49′35″E/52,421111 16,826389 | LPR WWW                                                                         | 94          |
| Lotnisko cywilne czynne                                                                     | Poznań-Zborowo                  | Lądowisko Poznań- Zborowo                                                                    | Buk                   | WP   | EPZB | –    | 900        | 50      | Trawa                                                          | 10/28            | Wielofunkcyjne                                                                 | 52°21′41″N 16°38′40″E/52,361389 16,644444 |                                                                                 | 84          |
| Lotnisko cywilne i wojskowe czynne                                                          | Pruszcz Gdański                 | Lotnisko Pruszcz Gdański                                                                     | Pruszcz Gdański       | PM   | EPPR | –    | 2000       | 60      | Beton                                                          | 10/28            | Wielofunkcyjne                                                                 | 54°14′54″N 18°40′13″E/54,248333 18,670278 | WWW                                                                             | 6           |
| Lotnisko cywilne czynne                                                                     | Przasnysz-Sierakowo             | Lądowisko Przasnysz-Sierakowo                                                                | Przasnysz             | MZ   | EPPZ | –    | 800        | 60      | Trawa                                                          | 11/29            | Sportowe                                                                       | 53°00′36″N 20°56′00″E/53,010000 20,933333 | WWW                                                                             | 117         |
| Lotnisko cywilne czynne                                                                     | Radom-Piastów                   | Lotnisko Radom-Piastów                                                                       | Radom                 | MZ   | EPRP | –    | 710        | 100     | Trawa                                                          | 06/24            | Sportowe                                                                       | 51°28′53″N 21°06′37″E/51,481389 21,110278 | WWW                                                                             | 145         |
| Lotnisko cywilne i wojskowe czynne                                                          | Radom-Sadków                    | Port lotniczy Warszawa-Radom                                                                 | Radom                 | MZ   | EPRA | RDO  | 2500       | 45      | Asfaltobeton                                                   | 07/25            | Wielofunkcyjne                                                                 | 51°23′21″N 21°12′49″E/51,389167 21,213611 | WWW                                                                             | 180         |
| Lądowisko dla śmigłowców cywilne                                                            | Radom-Józefów                   | Lądowisko przy Wojewódzkim Szpitalu Specjalistycznym Radom-Józefów                           | Radom                 | MZ   | –    | –    | 50         | 50      | Beton                                                          | –                | Sanitarne                                                                      | 51°23′21″N 21°12′49″E/51,389167 21,213611 |                                                                                 | 182         |
| Lotnisko cywilne czynne                                                                     | Radzewice                       | Lądowisko Radzewice                                                                          | Kórnik                | WP   | –    | –    | –          | –       | Trawa                                                          | –                | Wielofunkcyjne                                                                 | 52°12′40″N 16°59′50″E/52,211111 16,997222 |                                                                                 | 74          |
| Lotnisko wojskowe rozformowane                                                              | Radzyń Podlaski-Marynin         | Lotnisko Radzyń Podlaski-Marynin                                                             | Radzyń Podlaski       | LB   | –    | –    | –          | –       | Trawa – pas nieczynny                                          | –                | Dawna wojskowa baza lotnicza                                                   | 51°45′15″N 22°37′43″E/51,754167 22,628611 |                                                                                 | 148         |
| Nieczynny drogowy odcinek lotniskowy wojskowy                                               | Rossoszyca                      | DOL Rossoszyca                                                                               | Warta                 | ŁD   | –    | –    | 2400       | 10      | Asfaltobeton – pas nieczynny                                   | 09/27            | Nieczynny drogowy odcinek lotniskowy                                           | 51°42′14″N 18°43′06″E/51,703889 18,718333 |                                                                                 | 136         |
| Lotnisko wojskowe rozformowane                                                              | Rostki                          | Lądowisko Pisz-Rostki                                                                        | Rostki                | WM   | –    | –    | 870        | 80      | Trawa - czynne 130,3 MHz                                       | 08/26            | Cywilne Leśna baza przeciwpożarowa                                             | 53°42′35″N 21°54′35″E/53,709722 21,909722 | Stacjonuje Dromader M-18, goszczą małe samoloty oraz motolotnie                 | 120         |
| Lotnisko cywilne czynne                                                                     | Rybnik-Gotartowice              | Lotnisko Rybnik-Gotartowice                                                                  | Rybnik                | ŚL   | EPRG | –    | 660        | 100     | Trawa                                                          | 09/27            | Sportowe                                                                       | 50°04′15″N 18°37′42″E/50,070833 18,628333 | WWW                                                                             | 255         |
| Lotnisko cywilne czynne                                                                     | Rzeszów-Jasionka (EPRJ)         | Lotnisko przy porcie lotniczym Rzeszów-Jasionka                                              | Rzeszów               | PK   | EPRJ | –    | 702, 900   | 18, 30  | Trawa Asfalt                                                   | 08/26            | Szkolne, Politechniki Rzeszowskiej                                             | 50°06′17″N 22°02′58″E/50,104722 22,049444 |                                                                                 | 202         |
| Lotnisko cywilne czynne Lotnisko cywilne w trakcie przebudowy                               | Rzeszów-Jasionka (EPRZ)         | Port lotniczy Rzeszów-Jasionka                                                               | Rzeszów               | PK   | EPRZ | RZE  | 3200       | 45      | Asfaltobeton                                                   | 09/27            | Port lotniczy o międzyn. regularnym ruchu pasażerskim                          | 50°06′36″N 22°01′09″E/50,110000 22,019167 | WWW                                                                             | 211         |
| Lotnisko cywilne czynne                                                                     | Słupsk-Krępa                    | Lotnisko Słupsk- Krępa Słupska                                                               | Słupsk                | PM   | EPSR | –    | 710        | 100     | Trawa                                                          | 09/27            | Sportowe                                                                       | 54°24′30″N 17°05′44″E/54,408333 17,095556 | WWW                                                                             | 75          |
| Lotnisko wojskowe nieczynne                                                                 | Słupsk-Redzikowo                | Port lotniczy Słupsk- Pomorze                                                                | Słupsk                | PM   | EPSK | OSP  | 2200       | 60      | Beton                                                          | 09/27            | Sanitarne                                                                      | 54°28′43″N 17°06′23″E/54,478611 17,106389 | WWW                                                                             | 66          |
| Lotnisko cywilne czynne                                                                     | Smolnik                         | Lotnisko Smolnik k. Komańczy                                                                 | Sanok                 | PK   | –    | –    | 500        | 20      | Trawa                                                          | 13/31            | Sportowe                                                                       | 49°16′30″N 22°07′13″E/49,275000 22,120278 | WWW                                                                             | 600         |
| Lotnisko cywilne czynne                                                                     | Sobienie Szlacheckie            | Lądowisko Sobienie Szlacheckie                                                               | Góra Kalwaria         | MZ   | –    | –    | 900        | 50      | Trawa                                                          | 09/27            | Szkolne                                                                        | 51°57′10″N 21°21′09″E/51,952778 21,352500 | WWW                                                                             | 96          |
| Lotnisko wojskowe czynne                                                                    | Sochaczew-Bielice               | Lotnisko Sochaczew-Bielice                                                                   | Sochaczew             | MZ   | EPSO | –    | 2500       | 60      | Asfaltobeton                                                   | 10/28            | Wojskowa baza lotnicza                                                         | 52°11′55″N 20°17′23″E/52,198611 20,289722 | WWW                                                                             | 79          |
| Lotnisko cywilne czynne                                                                     | Stalowa Wola-Turbia             | Lotnisko Stalowa Wola-Turbia                                                                 | Stalowa Wola          | PK   | EPST | QXQ  | 910        | 100     | Trawa                                                          | 10/28            | Sportowe                                                                       | 50°37′39″N 21°59′53″E/50,627500 21,998056 | WWW                                                                             | 150         |
| Nieczynny drogowy odcinek lotniskowy                                                        | Stara Jastrząbka                | DOL Stara Jastrząbka                                                                         | Stara Jastrząbka      | PK   | –    | –    | 3000       | 36      | Asfaltobeton – pas nieczynny                                   | –                | Nieczynny drogowy odcinek lotniskowy                                           | 50°06′01″N 21°15′21″E/50,100278 21,255833 |                                                                                 | –           |
| Lotnisko cywilne czynne                                                                     | Suwałki                         | Lotnisko Suwałki                                                                             | Suwałki               | PL   | EPSU | ZWK  | 1320       | 30      | Asfaltobeton                                                   | 08/26            | Sportowe                                                                       | 54°04′22″N 22°53′57″E/54,072778 22,899167 | LPR WWW                                                                         | 178         |
| Lotnisko cywilne czynne                                                                     | Szczecin-Dąbie                  | Lotnisko Szczecin- Dąbie                                                                     | Szczecin              | ZP   | EPSD | –    | 900        | 100     | Trawa                                                          | 09/27            | Sportowe                                                                       | 53°23′31″N 14°38′02″E/53,391944 14,633889 | WWW                                                                             | 1           |
| Lotnisko cywilne czynne                                                                     | Szczecin-Goleniów               | Port lotniczy im. NSZZ „Solidarność”                                                         | Szczecin              | ZP   | EPSC | SZZ  | 2500       | 60      | Asfaltobeton                                                   | 13/31            | Port lotniczy o międzyn. regularnym ruchu pasażerskim                          | 53°35′05″N 14°54′08″E/53,584722 14,902222 | LPR WWW                                                                         | 47          |
| Lotnisko cywilne czynne                                                                     | Szczytno-Szymany                | Port lotniczy Olsztyn-Mazury                                                                 | Szczytno              | WM   | EPSY | SZY  | 2500       | 60      | Beton                                                          | 02/20            | Port lotniczy o międzyn. regularnym ruchu pasażerskim                          | 53°28′55″N 20°56′16″E/53,481944 20,937778 | WWW                                                                             | 141         |
| Lotnisko wojskowe nieczynne                                                                 | Szprotawa-Wiechlice             | Lotnisko Szprotawa-Wiechlice                                                                 | Szprotawa             | LS   | –    | –    | 2520       | 60      | Beton                                                          | 08/26            | –                                                                              | 51°33′40″N 15°35′19″E/51,561111 15,588611 | WWW                                                                             | 135         |
| Lotnisko cywilne nieczynne                                                                  | Śniatowo                        | Lotnisko Śniatowo                                                                            | Kamień Pomorski       | ZP   | –    | –    | 2250       | 60      | Beton                                                          | 11/29            | –                                                                              | 53°52′42″N 14°51′52″E/53,878333 14,864444 |                                                                                 | 20          |
| Nieczynny drogowy odcinek lotniskowy wojskowy                                               | Środa Śląska                    | DOL Środa Śląska                                                                             | Środa Śląska          | DŚ   | –    | –    | 2200       | 10      | Asfaltobeton – pas nieczynny                                   | 09/27            | Nieczynny drogowy odcinek lotniskowy                                           | 51°09′46″N 16°40′07″E/51,162778 16,668611 |                                                                                 | 137         |
| Lotnisko cywilne czynne                                                                     | Świdnik                         | Lotnisko Świdnik                                                                             | Świdnik               | LB   | EPSW | –    | 1100       | 50      | Trawa                                                          | 062/242          | Sportowe                                                                       | 51°13′57″N 22°41′30″E/51,232500 22,691667 |                                                                                 | 202         |
| Lotnisko wojskowe czynne                                                                    | Świdwin                         | Lotnisko Świdwin                                                                             | Świdwin               | ZP   | EPSN | –    | 2500       | 60      | Beton                                                          | 11/29            | Wojskowa baza lotnicza                                                         | 53°47′25″N 15°49′39″E/53,790278 15,827500 |                                                                                 | 116         |
| Lotnisko cywilne nieczynne                                                                  | Tarnogród-Lubaczowska           | Lotnisko Tarnogród                                                                           | Tarnogród             | LB   | –    | DGX  | 600        | 100     | Trawa                                                          | 13/31            | Rolnicze                                                                       | 50°21′06″N 22°46′10″E/50,351667 22,769444 |                                                                                 | 232         |
| Lotnisko cywilne czynne                                                                     | Tarnów                          | Lądowisko Tarnów                                                                             | Tarnów                | MP   | –    | –    | 250        | 50      | Trawa                                                          | 09/27            | Sportowe                                                                       | 50°00′07″N 21°00′04″E/50,001944 21,001111 | WWW                                                                             | 206         |
| Lotnisko cywilne czynne                                                                     | Toruń-Bielany                   | Lotnisko Toruń- Bielany / Port lotniczy Toruń                                                | Toruń                 | KP   | EPTO | –    | 1269       | 57      | Beton – 2 pasy startowe                                        | 11/29            | Sportowe                                                                       | 53°01′50″N 18°32′19″E/53,030556 18,538611 | WWW                                                                             | 50          |
| Lotnisko wojskowe nieczynne                                                                 | Trzebień                        | Lotnisko Przemków / Pstrąże / Strachów                                                       | Przemków              | DŚ   | –    | –    | 1700       | 60      | Beton                                                          | 09/27            | –                                                                              | 51°23′17″N 15°39′19″E/51,388056 15,655278 |                                                                                 | 158         |
| Lotnisko cywilne prywatne Lotnisko cywilne w sferze planowania                              | Ulim                            | Lądowisko Gorzów Wielkopolski / Ulim                                                         | Ulim                  | LS   | EPGW | –    | 650        | 30      | Trawa                                                          | 116/296          | Sportowe                                                                       | 52°41′36″N 15°12′58″E/52,693333 15,216111 | WWW                                                                             | 16          |
| Lotnisko cywilne prywatne nieczynne (dawniej wojskowe)                                      | Ułęż                            | Lotnisko Ryki-Ułęż / Dęblin-Ułęż                                                             | Dęblin                | LB   | –    | –    | 1300       | 30      | Asfaltobeton                                                   | 13/31            | –                                                                              | 51°37′09″N 22°06′06″E/51,619167 22,101667 |                                                                                 | 170         |
| Lotnisko cywilne czynne                                                                     | Warszawa-Babice                 | Lotnisko Warszawa- Babice / Bemowo                                                           | Warszawa              | MZ   | EPBC | –    | 1300 1000  | 90 150  | Beton Trawa                                                    | 10R/28L 10L/28R  | Wielofunkcyjne-Lotnisko Ministerstwa Spraw Wewnętrznych i Administracji.       | 52°16′09″N 20°54′26″E/52,269167 20,907222 | LPR WWW                                                                         | 107         |
| Lotnisko wojskowe/cywilne rozformowane                                                      | Warszawa-Mokotów                | Lotnisko mokotowskie                                                                         | Warszawa              | MZ   | –    | –    | 1550       | 470     | Trawa – pas nieczynny                                          | 09/27            | Dawny port lotniczy pasażerski i wojskowa baza lotnicza                        | 52°13′00″N 21°00′00″E/52,216667 21,000000 | WWW . polatca.pata.pl. [zarchiwizowane z tego adresu (2008-03-29)].             | 111         |
| Lotnisko cywilne i wojskowe czynne                                                          | Warszawa-Okęcie                 | Lotnisko Chopina                                                                             | Warszawa              | MZ   | EPWA | WAW  | 3690, 2800 | 60, 50  | Asfaltobeton – 2 pasy startowe                                 | 15/33, 11/29     | Port lotniczy o międzyn. regularnym ruchu pasażerskim i wojskowa baza lotnicza | 52°09′57″N 20°58′02″E/52,165833 20,967222 | WWW                                                                             | 110         |
| Lotnisko cywilne czynne                                                                     | Watorowo                        | Lądowisko Watorowo                                                                           | Chełmno               | KP   | EPWT | –    | 804        | 59      | Trawa                                                          | 08/26            | Wielofunkcyjne                                                                 | 53°17′48″N 18°24′48″E/53,296667 18,413333 | WWW                                                                             | 91          |
| Lotnisko cywilne prywatne nieczynne (dawniej wojskowe)                                      | Wicko Morskie                   | Lotnisko Jarosławiec                                                                         | Ustka                 | ZP   | –    | –    | 1100       | 30      | Asfaltobeton – 2 pasy startowe                                 | 10/28            | –                                                                              | 54°33′12″N 16°37′15″E/54,553333 16,620833 |                                                                                 | 2           |
| Drogowy odcinek lotniskowy wojskowy                                                         | Wielbark                        | DOL Wielbark                                                                                 | Nidzica               | WM   | –    | –    | 2200       | 10      | Asfaltobeton – pas nieczynny                                   | 10/28            | Drogowy odcinek lotniskowy                                                     | 53°22′00″N 20°47′31″E/53,366667 20,791944 |                                                                                 | 133         |
| Lotnisko wojskowe nieczynne                                                                 | Wilcze Laski                    | Lotnisko Wilcze Laski / Lotnisko Borki                                                       | Okonek                | ZP   | –    | –    | 2250       | 30      | Asfaltobeton                                                   | 10/28            | –                                                                              | 53°35′43″N 16°43′01″E/53,595278 16,716944 | WWW                                                                             | 158         |
| Nieczynny drogowy odcinek lotniskowy wojskowy                                               | Września                        | DOL Września                                                                                 | Września              | WP   | –    | –    | 2100       | 27      | Asfaltobeton – pas nieczynny                                   | 11/29            | Nieczynny drogowy odcinek lotniskowy                                           | 52°18′04″N 17°37′21″E/52,301111 17,622500 |                                                                                 | 110         |
| Lotnisko cywilne czynne                                                                     | Włocławek-Kruszyn               | Lotnisko Włocławek-Kruszyn                                                                   | Włocławek             | KP   | EPWK | QWK  | 1000       | 100     | Trawa                                                          | 09/27            | Sportowe                                                                       | 52°35′05″N 19°00′56″E/52,584722 19,015556 | WWW                                                                             | 66          |
| Lotnisko cywilne i wojskowe czynne                                                          | Wrocław-Strachowice             | Port lotniczy im. Mikołaja Kopernika                                                         | Wrocław               | DŚ   | EPWR | WRO  | 2500       | 45      | Beton                                                          | 12/30            | Port lotniczy o międzyn. regularnym ruchu pasażerskim i wojskowa baza lotnicza | 51°06′10″N 16°53′10″E/51,102778 16,886111 | LPR WWW                                                                         | 123         |
| Lotnisko cywilne czynne                                                                     | Wrocław-Szymanów                | Lądowisko Szewce                                                                             | Wrocław               | DŚ   | EPWS | –    | 770        | 150     | Trawa                                                          | 14/32            | Sportowe                                                                       | 51°12′21″N 16°59′54″E/51,205833 16,998333 | WWW                                                                             | 119         |
| Lotnisko wojskowe nieczynne                                                                 | Wschowa-Łysiny                  | Lotnisko Wschowa-Łysiny                                                                      | Wschowa               | LS   | –    | –    | 2000       | 400     | Trawa                                                          | 06/24            | Dawna wojskowa baza lotnicza                                                   | 51°50′07″N 16°14′52″E/51,835278 16,247778 |                                                                                 | 110         |
| Lotnisko wojskowe rozformowane                                                              | Wysokie Mazowieckie             | Lotnisko Wysokie Mazowieckie                                                                 | Wysokie Mazowieckie   | PL   | –    | –    | –          | –       | Trawa – pas nieczynny                                          | –                | Dawna wojskowa baza lotnicza                                                   | 52°55′53″N 22°31′35″E/52,931389 22,526389 |                                                                                 | 147         |
| Lotnisko cywilne czynne                                                                     | Zamość-Mokre                    | Lotnisko Zamość-Mokre                                                                        | Zamość                | LB   | EPZA | –    | 800        | 60      | Trawa                                                          | 12/30            | Sportowe                                                                       | 50°42′07″N 23°12′15″E/50,701944 23,204167 | WWW                                                                             | 229         |
| Lotnisko cywilne nieczynne                                                                  | Zgorzelec-Żarska Wieś           | Lotnisko Zgorzelec-Żarska Wieś                                                               | Zgorzelec             | DŚ   | –    | –    | 800        | 60      | Trawa                                                          | 11/29            | Wielofunkcyjne                                                                 | 51°12′12″N 15°07′42″E/51,203333 15,128333 |                                                                                 | 224         |
| Lotnisko cywilne czynne                                                                     | Zielona Góra-Babimost           | Port lotniczy Zielona Góra- Babimost                                                         | Zielona Góra          | LS   | EPZG | IEG  | 2500       | 60      | Beton                                                          | 06/24            | Port lotniczy o narodowym regularnym ruchu pasażerskim                         | 52°08′19″N 15°47′55″E/52,138611 15,798611 | WWW                                                                             | 59          |
| Lotnisko cywilne czynne                                                                     | Zielona Góra-Przylep            | Lotnisko Zielona Góra- Przylep                                                               | Zielona Góra          | LS   | EPZP | –    | 880        | 100     | Trawa                                                          | 06/24            | Sportowe                                                                       | 51°58′44″N 15°27′50″E/51,978889 15,463889 | LPR WWW                                                                         | 77          |
| Lotnisko wojskowe nieczynne                                                                 | Ziemsko                         | Lotnisko Drawsko Pomorskie / Oleszno                                                         | Drawsko Pomorskie     | ZP   | –    | –    | 2250       | 30      | Asfaltobeton                                                   | 12/30            | –                                                                              | 53°28′40″N 15°43′51″E/53,477778 15,730833 | WWW                                                                             | 115         |
| Lotnisko wojskowe nieczynne                                                                 | Żagań-Tomaszowo                 | Lotnisko Stara Kopernia                                                                      | Żagań                 | LS   | –    | –    | 2500       | 60      | Beton – 2 pasy startowe                                        | 11/29            | –                                                                              | 51°37′39″N 15°24′30″E/51,627500 15,408333 |                                                                                 | 140         |
| Lądowisko wojskowe                                                                          | Lądowisko Żagań                 | Lądowisko Żagań                                                                              | Żagań                 | LS   | –    | –    | –          | –       | –                                                              | –                | Wojskowe, Szkoleniowe                                                          | 51°31′48″N 15°20′24″E/51,530000 15,340000 |                                                                                 | 130         |
| Lotnisko cywilne czynne                                                                     | Żar                             | Lotnisko Góra Żar                                                                            | Żywiec                | ŚL   | EPZR | –    | 390        | 75      | Trawa                                                          | 05/23            | Sportowe                                                                       | 49°46′16″N 19°13′04″E/49,771111 19,217778 | WWW                                                                             | 385         |
| Lotnisko cywilne czynne                                                                     | Żerniki                         | Lądowisko Gądki                                                                              | Kórnik                | WP   | EPZE | –    | 617        | 18      | Asfaltobeton                                                   | 06/24            | Szkolne                                                                        | 52°19′28″N 17°02′40″E/52,324444 17,044444 | WWW                                                                             | 82          |

## Legenda

### Tryb i stan użytkowania lotnisk
| Lotniska czynne                  | Lotniska nieczynne                  | Lotniska rozformowane                  |
| -------------------------------- | ----------------------------------- | -------------------------------------- |
| Lotnisko cywilne czynne          | Lotnisko cywilne nieczynne          | Lotnisko cywilne rozformowane          |
| Lotnisko wojskowe czynne         | Lotnisko wojskowe nieczynne         | Lotnisko wojskowe rozformowane         |
| Lotnisko wojskowe/cywilne czynne | Lotnisko wojskowe/cywilne nieczynne | Lotnisko wojskowe/cywilne rozformowane |

Dodatkowe oznaczenia:
 Lotnisko w sferze planowania lub w początkowej fazie budowy

### Drogowe odcinki lotniskowe
| Odcinki czynne                      | Odcinki nieczynne                             |
| ----------------------------------- | --------------------------------------------- |
| Drogowy odcinek lotniskowy wojskowy | Nieczynny drogowy odcinek lotniskowy wojskowy |

### Lądowiska dla śmigłowców
| Lądowiska czynne                          | Lądowiska nieczynne                                 |
| ----------------------------------------- | --------------------------------------------------- |
| Lądowisko dla śmigłowców cywilne          | Nieczynne lądowisko dla śmigłowców cywilne          |
| Lądowisko dla śmigłowców wojskowe         | Nieczynne lądowisko dla śmigłowców wojskowe         |
| Lądowisko dla śmigłowców wojskowe/cywilne | Nieczynne lądowisko dla śmigłowców wojskowe/cywilne |

Dodatkowe oznaczenia:
 Lądowisko w sferze planowania lub w początkowej fazie budowy